# Yuki Ebihara
Yuki Ebihara (jap. 海老原 有希, Ebihara Yuki; * 28. Oktober 1985 in Kaminokawa) ist eine japanische Leichtathletin, die sich auf den Speerwurf spezialisiert hat.

## Sportliche Laufbahn
Ihren ersten internationalen Wettkampf bestritt Yuki Ebihara 2004 bei den Juniorenasienmeisterschaften in Ipoh, bei denen sie mit einer Weite von 52,07 m die Bronzemedaille gewann. Damit qualifizierte sie sich für die Juniorenweltmeisterschaften in Grosseto, bei denen sie mit 54,44 m auf den fünften Platz gelangte. Zwei Jahre später nahm sie erstmals an den Asienspielen in Doha teil und gewann dort mit einem Wurf auf 57,47 m die Bronzemedaille hinter der Thailänderin Buoban Pamang und Ma Ning aus China. 2007 wurde sie bei der Sommer-Universiade in Bangkok mit 55,31 m Achte und 2009 nahm sie an den Weltmeisterschaften in Berlin teil, bei denen sie aber mit einer Weite von 54,81 m bereits in der Qualifikation ausschied. Anschließend erreichte sie bei den Asienmeisterschaften in Guangzhou mit 53,18 m Rang vier. Im Jahr darauf siegte sie bei den Asienspielen ebendort mit 61,56 m und stellte damit einen neuen Spielerekord auf.
2011 gelangte sie bei den Weltmeisterschaften in Daegu bis in das Finale und belegte dort mit einem Wurf auf 59,08 m den achten Platz. 2012 qualifizierte sie sich erstmals für die Olympischen Spiele in London, bei denen 59,25 m aber nicht für einen Finaleinzug reichten. Auch bei den Weltmeisterschaften in Moskau im Jahr darauf gelangte sie mit 59,80 m nicht bis in das Finale. Bei den Asienspielen 2014 in Incheon wurde sie mit 58,72 m Vierte und 2015 schied sie bei den Weltmeisterschaften in Peking mit 60,30 m in der Qualifikation aus. 2016 nahm sie erneut an den Olympischen Spielen in Rio de Janeiro teil, gelangte dort aber mit 57,68 m aber nicht bis in das Finale, wie auch nicht bei den Weltmeisterschaften in London im Jahr darauf mit 57,51 m.
2006, von 2008 bis 2010, 2012 und 2013 sowie 2015 und 2017 wurde Ebihara japanische Meisterin im Speerwurf.